# Prónay-kastély (Alsópetény)

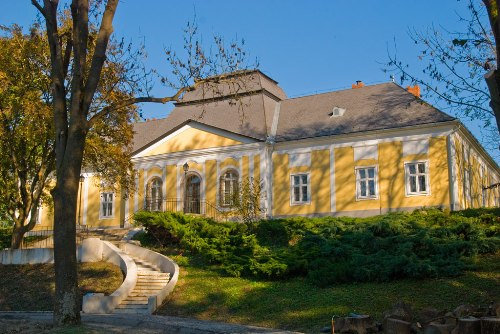
Nagykastély

Az alsópetényi Prónay-kastély 1750 körül épült barokk stílusban. Az eredeti tulajdonosa Gyurcsányi Ignác volt, a család kihalásával Prónay-tulajdonba került. Jelenlegi hivatalos neve Gyurcsányi–Prónay-kastély; három épülete áll.

## A Prónay kastély jelenlegi hasznosítása
Az alsópetényi Prónay-kastélyt 2009-ben vette meg jelenlegi tulajdonosa, aki a teljes körű felújítást követően 2011 májusától rendezvényhelyszínként üzemelteti. A nagy gondossággal helyreállított műemlékegyüttes és a kastély ősfás parkja harmonikus egységet alkot a gyönyörű nógrádi tájjal. A nagykastélyban található különböző méretű, összenyitható rendezvénytermek kiszolgálják a legkülönfélébb rendezvényeket, valamint egyik szárnyában kapott helyet a nászutas lakosztály is. További exkluzív lakosztályok lettek kialakítva a kiskastélyban, valamint az eredeti majorsági épületből létesített vendégházban is elszállásolhatóak a rendezvények résztvevői, illetve csoportok, így az új fürdőházzal együtt lehetőség nyílik hosszabb tartózkodásra és regenerálódásra.

## Képek

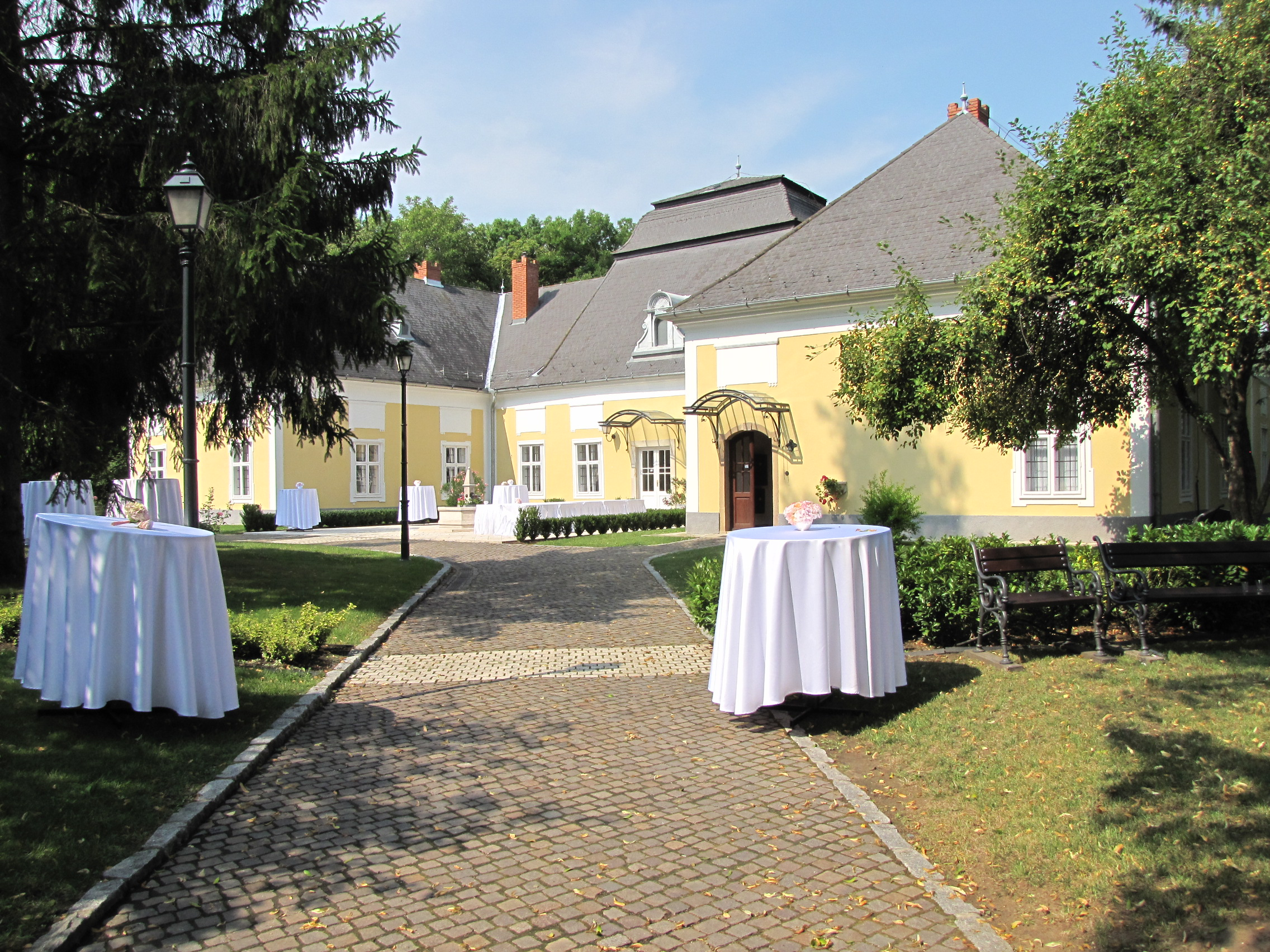
A Gyurcsányi–Prónay-kastély
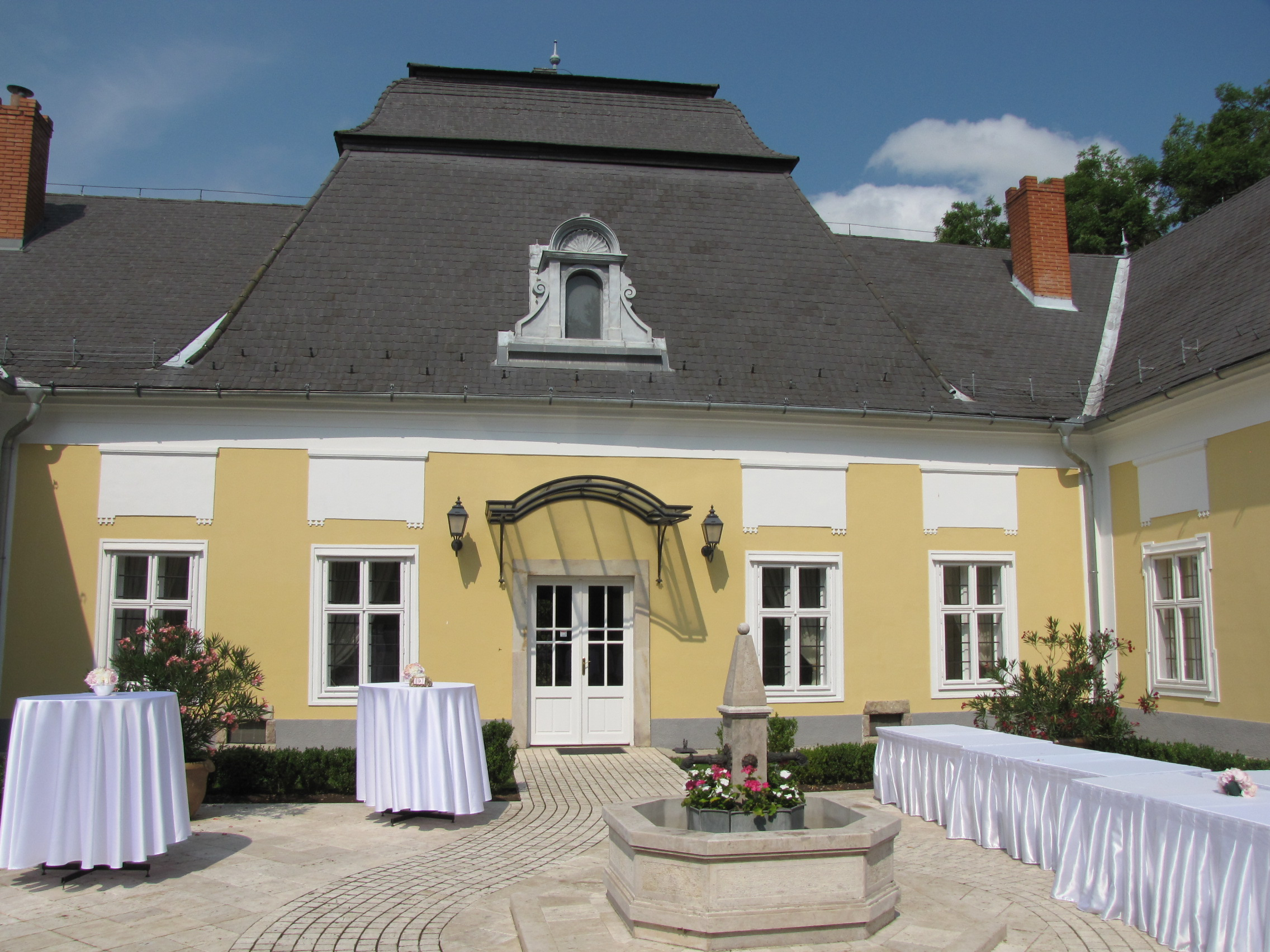
A Gyurcsányi–Prónay-kastély
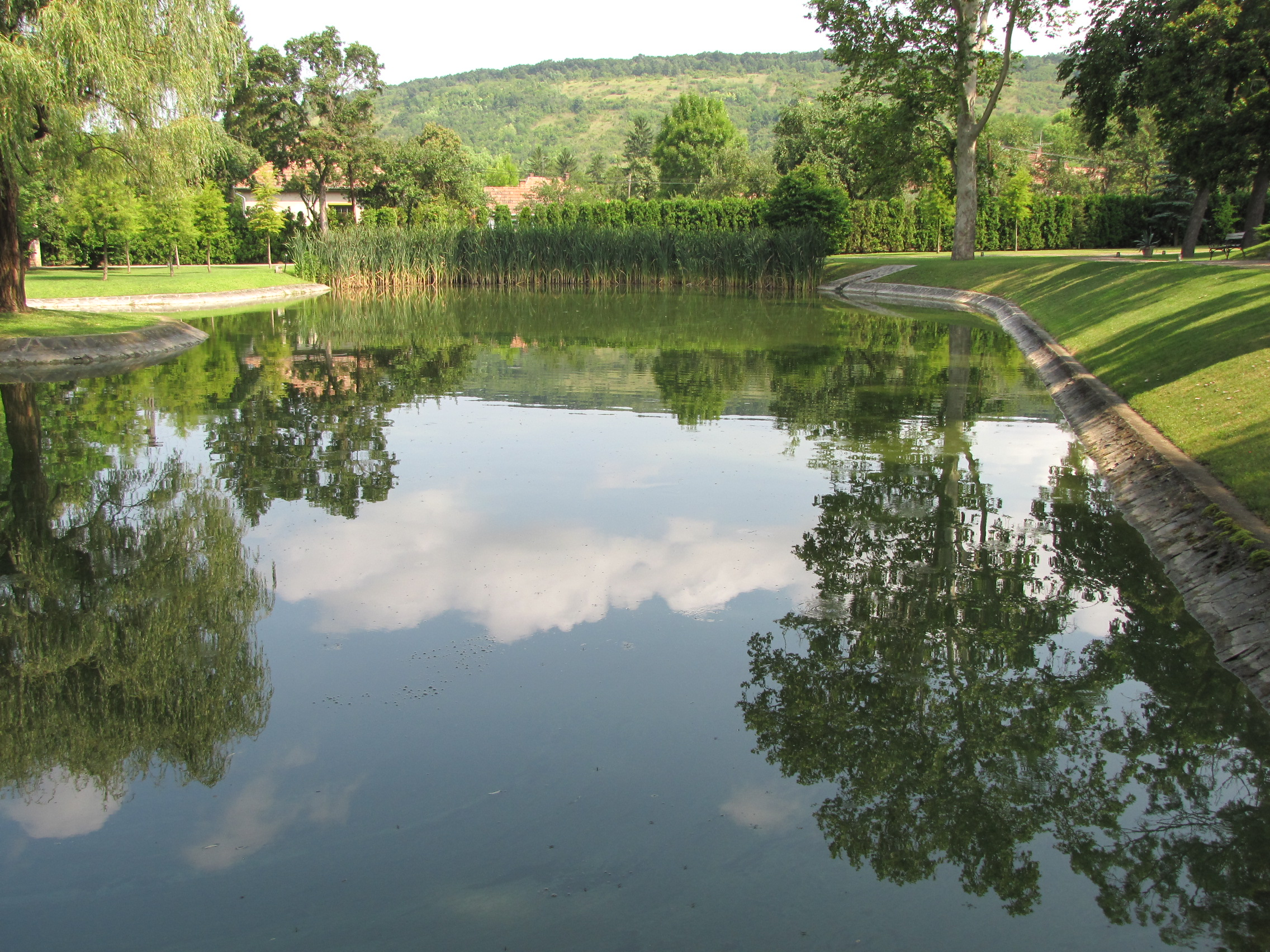
A Gyurcsányi–Prónay-kastély parkja
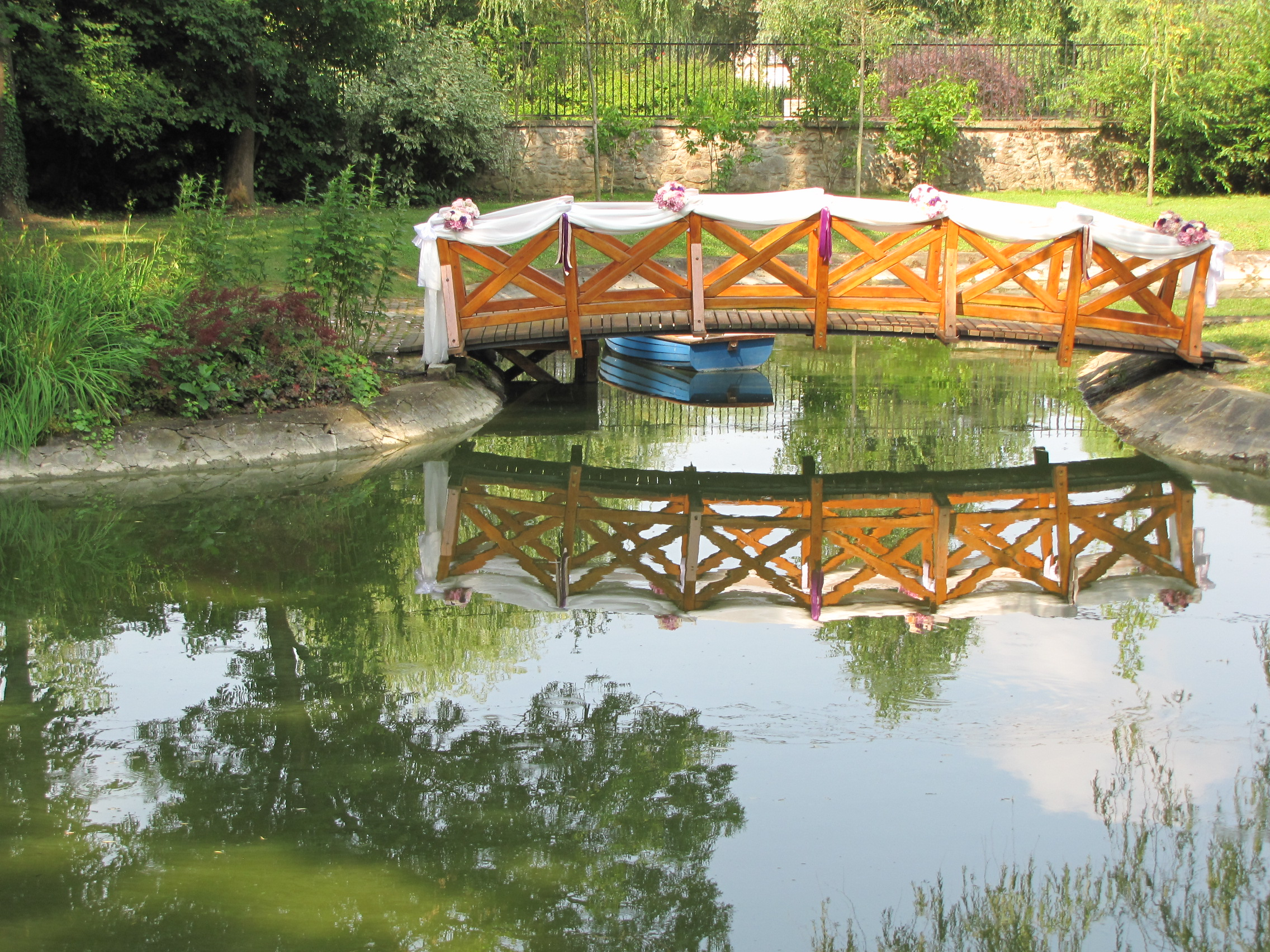
A Gyurcsányi–Prónay-kastély parkja
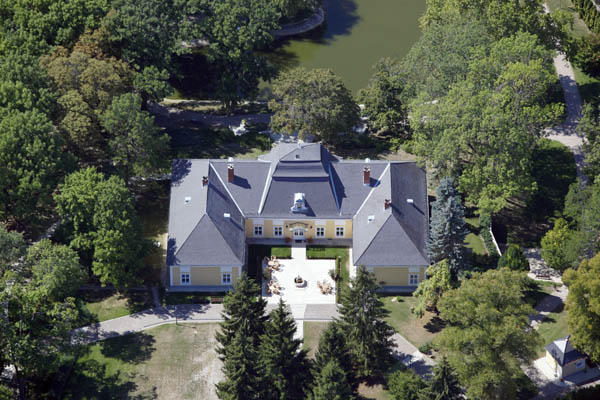
A Prónay-kastély